# Cryptoschesis
Cryptoschesis là một chi bướm đêm thuộc phân họ Tortricinae của họ Tortricidae.

## Các loài
- Cryptoschesis imitans Diakonoff, 1988